# パークハウス仙台五橋タワー
パークハウス仙台五橋タワー（パークハウスせんだいいつつばしタワー）は、宮城県仙台市青葉区五橋に建つ超高層マンションである。

## 概要
仙台市における都心回帰の流れに対応し、三菱地所が計画・販売をしている。東三番丁に面して建ち、道を挟んで斜向かいにシティタワー仙台五橋が建つ。
ボーリング調査により、建設地のN値は120以上であり、さらに免震装置を据えて建設された。

## 周辺
- シティタワー仙台五橋
- 仙台中央警察署
- 河北新報本社
- SS30
- 五橋公園
- 仙台中央郵便局
- 仙台トラストシティ

ほか

## アクセス
- 仙台市地下鉄・五橋駅または仙台駅
- JR仙台駅